# Myhajlo Fomenko
Myhajlo Ivanovyć Fomenko (ukr. Михайло Фоменко) (Mala Rybycja, 19. rujna 1948. – Sumy, 29. travnja 2024.) bio je ukrajinski nogometaš i trener. Bio je izbornik ukrajinske nogometne reprezentacije od 2012. do 2016. godine.